# Talitrus gulliveri
Talitrus gulliveri är en kräftdjursart som beskrevs av Edward John Miers 1876.
Talitrus gulliveri ingår i släktet Talitrus och familjen tångloppor. Inga underarter finns listade i Catalogue of Life.